# 미야기현 이즈미 고등학교
미야기현 이즈미 고등학교(宮城県泉高等学校)는 일본 미야기현 센다이시 이즈미구에 있는 1973년에 설립된 현립 고등학교다.